# Eszményi Viktória
Eszményi Viktória (Balassagyarmat, 1951. június 14.) magyar énekesnő. Főleg country-stílusú dalaival vált országszerte ismertté. Napjainkban szinte kizárólag gyerekeknek énekel.

## Élete

### Pop- és countryzene szólóban (1972–82)
Iskolaévei alatt részt vett az irodalmi színpad műsorában, verset mondott, énekelt és gitározott.
Az 1972-es Ki mit tud?-on már countrydalokat énekelt. Ekkor figyelt fel rá Bergendy István, aki felkérte, hogy vegyen részt a turnéjukon. 1973–74-ben a Bergendy együttessel lépett föl. Legnagyobb slágere az Egy rozoga ház volt. A Magyar Rádióban 1975–81 között mintegy húsz sikeres felvétele készült, melyek közül többet a televízióban is előadott. Dalai többségének Latzin Norbert, Demjén Ferenc és Heilig Gábor volt a szerzője.
1981-ben Vidéki lány vagyok című dalával aratott nagy sikert a táncdalfesztiválon.
A Rock Színház első, 1981-es társulatának tagjaként több darabban is játszott (Evita, Sztárcsinálók).
1981 decemberében megjelent első szólóalbuma, melyen a Bojtorján együttes kíséri. A country-stílusú songokat tartalmazó lemezre fölkerült az év fesztiváldala, a Vidéki lány vagyok, és szerepelnek a korábbi évek Tessék választani! bemutatóin előadott dalok új feldolgozásai is: Beszélnünk kéne, Örülj, hogy itt vagyok. A slágerlistákon az új dalok közül legtöbbször az Egy lány mondja el szerepelt, melyhez többféle klip is készült.

### Popzene duóban (1983–86)
Az első szerzemény, melyet későbbi férje, Heilig Gábor (ex-Gemini) írt számára, az Üres egy hely c. dal volt 1976-ban. Első közös duett-rádiófelvételük Ha megkérdeznéd címmel 1979-ben készült. 1983-ban házasodtak össze. Két közös albumot jelentettek meg, Nekem ő a legszebb és Veled vagy nélküled címmel.

### Zene gyerekeknek (1987-től napjainkig)
Drosztmér István basszusgitáros halála után férjével a 100 Folk Celsius tagja lett, majd 1990-től kiváltak, és közösen jelentettek meg főként gyermekzenéket tartalmazó albumokat.
1994-ben a Mikroszkóp Színpadon bemutatott Fogkrémek és katonák c. gyermekmusical egyik főszereplője. 1996-ban több előadása volt a Fővárosi Nagycirkuszban, Eszményi Cirkusz címmel.
Szia Öcsi c. televíziós műsoráért férjével, Heilig Gáborral közösen Nívó-díjat kaptak.

## Diszkográfia

### Nagylemezek
- 1981 Eszményi
- 1984 Nekem ő a legszebb
- 1986 Veled és nélküled
- 1987 Három kívánság
- 1988 Orrom krumpli, hajam kóc
- 1991 A zapa meg a zanya
- 1992 Tátika
- 1996 Eszményi cirkusz
- 2002 Gyerekek városa

### Kislemezek, válogatások, kiadatlanok
| Év   | Dal                       | Zeneszerző        | Szövegíró      | Kiadás        | Megjegyzés                          |
| ---- | ------------------------- | ----------------- | -------------- | ------------- | ----------------------------------- |
| 1975 | Éji dal                   | Eszményi Viktória | Soltész Rezső  | rádiófelvétel |                                     |
| 1975 | Hozz egy létrát magaddal  | Eszményi Viktória | Soltész Rezső  | rádiófelvétel |                                     |
| 1975 | Iskolatáska               | Hajdu Sándor      | Demjén Ferenc  |               | orosz nyelven                       |
| 1975 | Egy rozoga ház            | Latzin Norbert    | Demjén Ferenc  | rádiófelvétel | km. Latzin Norbert                  |
| 1975 | Szólj, ha valaki kell     | Demjén Ferenc     | Demjén Ferenc  | rádiófelvétel | km. Latzin Norbert                  |
| 1975 | Jöjj vissza, vándor       | Latzin Norbert    | Demjén Ferenc  | rádiófelvétel |                                     |
| 1976 | Üzen a széllel            | Latzin Norbert    | Tolcsvay Béla  | nagylemez     | Made in Hungary                     |
| 1976 | Üres egy hely             | Heilig Gábor      | Heilig Gábor   | rádiófelvétel |                                     |
| 1976 | Miért vagy te másé?       | Neményi Tamás     | Neményi Tamás  | rádiófelvétel | Tessék választani!                  |
| 1977 | Nem hagylak el            | Heilig Gábor      | Heilig Gábor   | rádiófelvétel | Tessék választani!                  |
| 1977 | Ennyi maradt a nyárból    | Latzin Norbert    | Heilig Gábor   | kislemez      | Metronóm ’77                        |
| 1978 | Egyszer még visszatér     | Balázs Ferenc     | Heilig Gábor   | kislemez      |                                     |
| 1978 | Nagyon fázom              | Latzin Norbert    | Heilig Gábor   | kislemez      |                                     |
| 1978 | Ne hidd, hogy vége        | Fáy András        | Neményi Tamás  | rádiófelvétel |                                     |
| 1979 | Ajándék a sorstól         | Victor Máté       | Bradányi Iván  | rádiófelvétel |                                     |
| 1979 | Ha megkérdeznéd           | Heilig Gábor      | Heilig Gábor   | rádiófelvétel | km. Heilig Gábor                    |
| 1980 | Beszélnünk kéne           | Heilig Gábor      | Heilig Gábor   | kislemez      | Tessék választani!                  |
| 1980 | Olyan gyönyörű nyár volt  | Novai Gábor       | Heilig Gábor   | rádiófelvétel | km. Heilig Gábor                    |
| 1981 | Örülj, hogy itt vagyok    | Heilig Gábor      | Heilig Gábor   | kislemez      | Tessék választani!                  |
| 1981 | Távolság                  | Bágya András      | Mészáros Ágnes | rádiófelvétel | km. Demjén Ferenc                   |
| 1981 | Vágyak                    | Bágya András      | Mészáros Ágnes | rádiófelvétel | km. Demjén Ferenc                   |
| 1983 | Ne higgy másnak, kedvesem | Heilig Gábor      | Heilig Gábor   | kislemez      | Tessék választani! km. Heilig Gábor |
| 1984 | Tegnap szép este volt     | Heilig Gábor      | Horváth Attila | kislemez      | Tessék választani! km. Heilig Gábor |

### Vendégként más művészek albumán
| Év   | Dal                    | Zeneszerző       | Szövegíró                   | Nagylemez                                   | Megjegyzés           |
| ---- | ---------------------- | ---------------- | --------------------------- | ------------------------------------------- | -------------------- |
| 1983 | Taníts meg engem       | Delhusa Gjon     | Horváth Attila              | Delhusa Gjon: Matina                        | km. Delhusa Gjon     |
| 1985 | 10 perces szerelem     | Máté Péter       | Kern András, Horváth Attila | Kern András: Kern                           | km. Kern András      |
| 1986 | Ki lehet ő?            | Heilig Gábor     | Heilig Gábor                | Drosztmér István: Kalapos ember             | km. Heilig Gábor     |
| 1988 | Szerelem               | Drosztmér István |                             | Tahi Tóth László: Margitsziget rózsái       | km. Tahi Tóth László |
| 1998 | Mosolyod vigasztal     | Tolcsvay László  | Bródy János                 | Tolcsvay László: 12 nő                      |                      |
| 1999 | C’est la vie           | Dés László       | Geszti Péter                | Kern András: Mi van velem                   | km. Kern András      |
| 2003 | Egy kicsit bulizgatunk |                  |                             | Pa-dö-dő: PDD 15 Jubileum (Beszt of Padödő) |                      |

### Slágerei
- Egy rozoga ház (1975)
- Szólj, ha valaki kell (1975)
- Egyszer még visszatér	(1978)
- Örülj, hogy itt vagyok (1981)
- Vidéki lány (1981)
- Egy lány mondja el (1981)
- Ne higgy másnak, kedvesem (1984)
- Tegnap szép este volt (1984)
- Ha megkérdeznéd (1984)
- Nyár (1984)
- Hova tűnt a sok jóbarát? (1985)
- A Hilton merre van? (1985)
- Három kívánság (1987)
- Mosolyod vigasztal (1998)